# Pyrenese steenbok
De Pyrenese steenbok of Pyreneeënsteenbok (Capra pyrenaica pyrenaica) is een van de vier ondersoorten van de Iberische of Spaanse steenbok. Twee van deze vier ondersoorten zijn nu uitgestorven. De Portugese steenbok stierf uit in 1892 en de Pyrenese steenbok in 2000.

## Beschrijving
De Pyrenese steenbok was een van Europa's opvallendste wilde dieren. Het had een dikke vacht tegen het koude bergweer en met name de vrouwtjes hadden een bredere hoornbasis dan andere ondersoorten.

## Leefgebied
De populatie was ooit verspreid van de Sierra de los Nieves (Spanje) tot noordelijk in de Franse Pyreneeën. Recenter kwam alleen nog een populatie voor in het nationaal park Ordesa y Monte Perdido in het district Aragón in de Spaanse Pyreneeën. De Pyrenese steenbok had een voorkeur voor rotsachtig berggebied.

## Voedsel
Het voedsel van de Pyrenese steenbok bestond vooral uit gras, kruiden en korstmossen.

## Verdwijning
Een paar honderd jaar geleden kwam de Pyrenese steenbok nog frequent voor in Spanje, maar tegen het einde van de 19e eeuw was het aantal dieren verminderd tot minder dan honderd. Ze werden toen al met uitsterven bedreigd. De populatie kwam sinds het begin van de 20e eeuw nooit meer boven de veertig. Parkdirecteur Luis Marquina zei dat de Pyrenese steenbok in de vorige eeuw gestadig achteruit ging door stroperij, verkleining van hun leefgebied en door milieufactoren, zoals door natuurrampen als aardverschuivingen.
De soort werd pas in 1973 beschermd verklaard en de populatie bestond in 1981 nog maar uit dertig dieren, maar het duurde nog tot 1993 voordat er een managementplan in gang gezet werd om deze steenbok te beschermen. Er waren toen nog maar ongeveer tien exemplaren over.
Het ergste vrezend, vingen Spaanse biologen, Albert Fernandez en José Folch inbegrepen, die voor de regionale regering van Aragón, de nog enige levende Pyrenese steenbok in de lente van 1999. Het grijsachtige vrouwtje met licht gebogen hoorns, genaamd 'Celia', werd de laatste van haar ondersoort toen haar metgezel in 1999 door ouderdom overleed. Ze namen een weefselmonster uit haar oor, om de cellijn van de Pyrenese steenbok te bewaren voor als het nodig zou zijn om haar te klonen. Daarna bevestigden ze een radiozender om haar nek en lieten haar weer vrij. Deze allerlaatste Pyrenese steenbok werd dood gevonden op 6 januari 2000, in het nationaal park Ordesa y Monte Perdido in Spanje, in het noordoosten van het land, vlak bij de Franse grens. Parkopzichters vonden het dertien jaar oude vrouwtje met een gebroken schedel onder een omgevallen boom.
De oorzaken van het uitsterven van de Pyrenese steenbok zijn onbekend, alhoewel er wel verschillende hypotheses zijn gesuggereerd, zoals dat ze niet goed de competitie om voedsel met andere dieren aankonden, infecties en ziekten gekregen van gedomesticeerd vee, overbejaging en stroperij, onvruchtbaarheid, inteelt en klimatologische condities.

## Kloonproject
Advanced Cell Technology kondigde op 8 oktober 2000 aan dat de Spaanse regering akkoord was gegaan met Advanced Cell Technology (ATC)'s voorstel om intersoortelijke celkerntransferkloontechnologie te gebruiken in samenwerking met andere wetenschappelijke partners om de uitgestorven Pyrenese steenbok te klonen. Ze zullen dit doen met weefsel dat ze uit het oor van het laatste vrouwtje in 1999 hadden genomen. Onderzoekers zullen volwassen lichaamscellen uit het weefsel halen en deze fuseren met eicellen van geiten waar de celkern uit verwijderd is. De embryo's die daaruit ontstaan zullen dan ingebracht worden in gedomesticeerde geiten (Capra hircus), die als surrogaatmoeder zullen dienen voor het eerste gekloonde uitgestorven dier. Het wordt verwacht dat het gemakkelijker zal zijn dan het klonen van de bedreigde gaur Bos gaurus (is al gekloond door dit bedrijf), doordat men meer weet van de voortplanting van geiten en dat ze maar een draagtijd van vijf maanden hebben. ATC is akkoord gegaan met de regionale regering van Aragón, dat de toekomstige gekloonde Pyreneeënsteenbokken zullen worden uitgezet in hun originele leefgebied. Details over de voortgang van het kloonproject zijn tot op heden nog niet gegeven door het bedrijf.
Hoewel dit kloonproject duidelijk een publiciteitsstunt van het bedrijf is om als eerste een uitgestorven dier te klonen, kan het project waardevol zijn voor soortbescherming als alleen meerdere geiten kunnen worden gekloond die een genetisch levensvatbare populatie vormen. Als dit zo is dan zal het klonen van een geit nog niet de ondersoort 'redden'.
Celia heeft voor perfecte weefselmonsters voor klonen gezorgd. Maar het klonen van Celia heeft wel een groot probleem boven gebracht: zelfs als men het lukt om nog een andere gezonde Pyreneeën steenbok te klonen dan zal dit nooit een mannetje zijn dat nodig is om ermee te fokken. Een oplossing zou kunnen zijn de klonen van Celia te kruisen met mannetjes van een andere ondersoort, maar dan zullen de nakomelingen wel minder 'Pyrenese steenbok' zijn dan Celia. Een meer ambitieus plan is het verwijderen van een X-chromosoom en er een Y-chromosoom van een andere nog bestaande ondersoort toe te voegen om zo een mannelijke Pyrenese steenbok te creëren.

### Eerste poging
In 2003 lieten wetenschappers weten dat de eerste poging om de Pyrenese steenbok te klonen mislukt was. Drie teams van wetenschappers, twee Spaanse en één Franse, waren betrokken bij het kloonproject. Het project werd gecoördineerd door de Dienst voor Voedsel en Agrarisch Onderzoek (Servicio de Investigación Agroalimentaria SIA) van de regering van Aragón en door het Nationaal Instituut voor Onderzoek, Agrarische technologie en Voedsel (Instituto Nacional de Investigación y Tecnología Agraria y Alimentaria INIA). Ook deed het Nationaal Instituut van Agrarisch Onderzoek van Frankrijk mee aan het project.
In totaal werden er 285 embryo's ontwikkeld, waarvan er vierenvijftig werden geplaatst bij in totaal twaalf steenbokken en kruisingen tussen steenbokken en gedomesticeerde geiten. Maar twee hiervan hielden een dracht vol van ongeveer twee maanden.
Wetenschapper José Folch, directeur van het project en leider van de Afdeling van Technologie en Dierproductie (Unidad de Tecnología en Producción Animal) van de Service voor Voedsel en Agrarisch Onderzoek (Servicio de Investigación Agroalimentaria SIA), is nu overtuigd dat het genetische materiaal bruikbaar is en dat het uiteindelijk mogelijk is om deze uitgestorven ondersoort te klonen.

### Tweede poging
In 2009 werd daadwerkelijk een Pyrenese steenbok geboren na een kloonpoging. Het is daarmee het eerste gekloonde uitgestorven dier. Het lam overleed echter kort na de geboorte aan longproblemen.